# Boston Camera Club

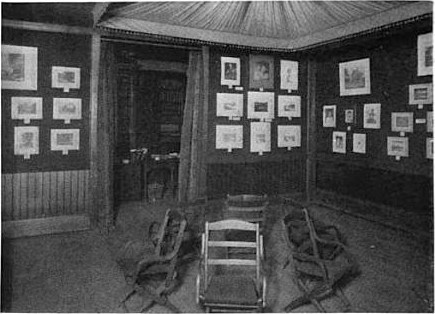
Výstavní síň klubu Boston Camera Club, Bromfield St. 50, asi 1893

Boston Camera Club je amatérská fotografická organizace v Bostonu, Massachusetts. Společnost byla založena v roce 1881 a nabízí aktivity společného zájmu amatérských fotografů. Členové se schází jednou týdně a klub je otevřený pro veřejnost.

## Historie
Klub, dnes známý jako Boston Camera Club, byl založen 7. října 1881 v Bostonu jako Boston Society of Amateur Photographers, čímž se stal druhým nejstarším nepřetržitě existujícím amatérský fotoklubem ve Spojených státech. Mezi zakladatele patřil Charles Henry Currier a založil jej společně s Johnem H. Thurstonem

## Prominentní členové
Mezi významnými členy klubu byli například Emma J. Fitz; pionýrka fotografie Emma D. Sewall (1836–1919); Alexander Graham Bell, Prof. Charles R. Cross (1848–1921) a vynálezce závěrky Francis Blake junior (1850–1913); malířka Sarah Jane Eddy (1851–1945); astronomové Percival Lowell (1855–1916) a William Henry Pickering (1858–1938); malířka, fotografka a Bostonská patronka umění Sarah Choate Sears (1858–1935); Wilfred A. French, vydavatel a editor Photo-Era; továrník George Edward Cabot (1861–1946); fotograf a nakladatel Fred Holland Day (1864–1933); Frank Roy Fraprie (1874–1951); Gloucester Fisherman's Memorial sochař Leonard Craske (1882–1950); učitel Adolf Fassbender (1884–1980); malíř Emil Gruppé (1896–1978); secesní fotograf a akvarelista Eleanor Parke Custis (1897–1983); a vynálezce stroboskopu Harold E. Edgerton (1903–1990).
Členkou Boston Camera Clubu se stala v roce 1892 Sarah Choate Sears a její krásné portréty a zátiší upoutaly pozornost kolegy bostonského fotografa Freda Hollanda Daye.

## Galerie

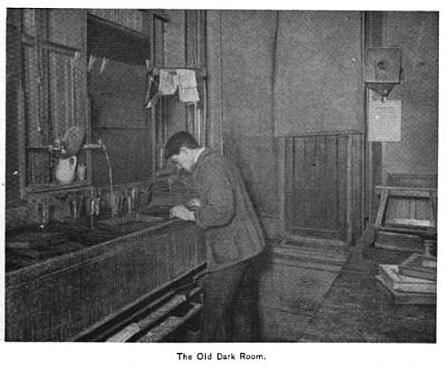
Temná komora, Bromfield St., před rokem 1893
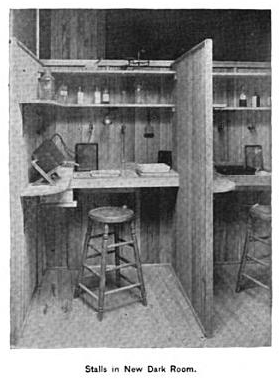
Temná komora, Bromfield St., 1893
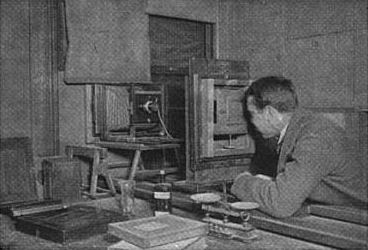
Vyvolávání fotografií, 1893
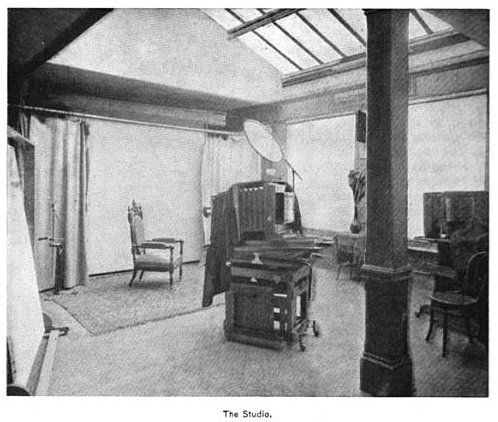
Studio, Bromfield St., 1893

### Boston Camera Club - publikace
- Boston Camera Club. Records. Volume 1, 1881–1896. Volume 2, 1897–1929, two paginations. Volume 3, 1929–1942. [Etc.] Boston Athenaeum. Boston MA.
- Boston Camera Club. Notice of First Meeting. February 3, 1887.
- Commonwealth of Massachusetts. Religious, etc. Corporations / Certificate of Organization under Massachusetts Public Statutes Chapter 115, Section 4 etc. February 25, 1887.
- Third Annual Joint Exhibition of Photographs. The Society of Amateur Photographers of New York, The Photographic Society of Philadelphia, Boston Camera Club. 1889.
- Catalogue of Exhibits at the Fifth Annual Joint Exhibition of the Photographic Society of Philadelphia, Society of Amateur Photographers of New York and the Boston Camera Club at the Boston Camera Club, May 2 to May 7, 1892.
- Boston Camera Club. Catalogue: Photographs: Boston Camera-Club, by the Courtesy of the Boston Art Club at Their Galleries. Circa 1892. (Fifth annual exhibition of Photographic Society of Philadelphia, Society of Amateur Photographers of New York, and BCC.) Harvard University. Fine Arts Library.
- Sixth Annual Exhibition. Photographic Society of Philadelphia, Society of Amateur Photographers of New York, Boston Camera Club, Pennsylvania Academy of the Fine Arts. 1893.
- Catalogue of the Seventh Annual Competitive Exhibition by Members of the Boston Camera Club: At Their Club-rooms, 50 Bromfield Street, Boston, April, 1895.
- Boston Camera Club. Constitution, By-Laws and Rules. 1896.
- Boston Camera Club. Exhibition catalog and booklet. 1900.
- The Year Book. 1900. (Officers, members, club rules, diagram of club rooms.) Smithsonian Institution. Archives of American Art. Microfilm reel 4858, frames 517-525.
- Catalogue of the Third (First International) Salon. Boston Art Club; Boston Camera Club. 1934.
- Boston Camera Club. The Reflector (newsletter). Various issues (incomplete). First issue Vol. 1. February 1938.
- Boston Salon of Photography (from 1953 on called Boston International Exhibition of Photography). Various catalogs. [Incomplete]. 12th Salon 1943 through 43rd Exhibition 1981. Collection Boston Camera Club.